# Masoncus pogonophilus
Espèce
Masoncus pogonophilus est une espèce d'araignées aranéomorphes de la famille des Linyphiidae.

## Distribution
Cette espèce est endémique de Floride aux États-Unis,.

## Description
Les mâles mesurent de 1,6 à 2,1 mm et les femelles de 1,5 à 1,9 mm. Cette espèce est myrmécophile, elle a été observée dans les fourmilières de Pogonomyrmex badius.

## Publication originale
- Cushing, 1995 : Description of the spider Masoncus pogonophilus (Araneae, Linyphiidae), a harvester ant myrmecophile. The Journal of Arachnology, vol. 23, p. 55-59 (texte intégral).